# Anopsicus hanakash
Anopsicus hanakash là một loài nhện trong họ Pholcidae. Loài này được phát hiện ở Guatemala.